# Base de données multimédia
Une base de données multimédia est un type de base de données consacré au stockage et à l'organisation de données multimédia : documents sonores, images, vidéos.
Leur apparition et leur développement récents sont une tentative de réponse non seulement à un besoin de stockage de tels documents, mais également à un besoin de possibilités accrues pour leur traitement.
Elles peuvent s'appuyer sur différentes architectures de bases de données, les types les plus utilisés étant le modèle relationnel et le modèle objet.

## Caractéristiques
Une base multimédia a la particularité de représenter les documents intégralement, c’est-à-dire qu’elle ne se satisfait pas de stocker une référence vers des documents, mais qu’elle intègre leur contenu.
De plus, un SGBD multimédia doit permettre la modélisation d’objets réels mais également de leurs interactions. Il ne s’agit donc pas seulement de la définition des liens objet à objet grâce à des métadonnées, mais réellement d’une représentation des objets et de leurs liens grâce à une modélisation orientée objet.
Les documents peuvent être classés suivant trois types :
1. statiques : média dont l’état n’évolue pas durant sa lecture, à l’instar des textes et images.
2. dynamiques : média qui possède un contenu dont l’état lu évolue au fil du temps. Le son et la vidéo sont les exemples les plus communs.
3. dimensionnels : objets 3D.

| Medium    | Éléments                  | Dépendance au temps |
| --------- | ------------------------- | ------------------- |
| Texte     | caractères                | Statique            |
| Graphique | Vecteurs, régions         | Statique            |
| Image     | Pixels                    | Statique            |
| Audio     | Son, volume               | Dynamique           |
| Vidéo     | Images raster, graphiques | Dynamique           |

## Fonctionnement
Les bases de données multimédia attirent beaucoup l’attention des développeurs et des chercheurs aujourd’hui, comme elles sont très convoitées pour certaines applications modernes et permettent des améliorations sur de nombreux points techniques, à l'image de l’amélioration de l'utilisation de la bande passante. Ce type de base de données se déploie dans des domaines variés.
L'approche classique consiste à indiquer des mots-clés décrivant dans un vocabulaire restreint les caractéristiques principales et bien identifiables des documents stockés. Les limitations évidentes sont le manque de précision de la recherche et l'impossibilité de trouver des informations existantes dans les documents pertinentes du point de vue de l'indexation.
Une approche actuellement sujette à recherches consiste à disposer d'une indexation dynamique par l'application d'opérateurs de traitement d'image (pour les bases de données images et vidéo) ou de traitement du signal (pour des bases de données sonores). L'objectif est de décomposer les documents en entités élémentaires structurées et reliées entre elles, de manière que l'indexation permette de retrouver soit des formes (les structures) soit des objets (les entités) soit des combinaisons des deux.
Le problème consiste alors à trouver les « bons » outils de traitement du signal (au sens large) pour faire le travail d'analyse des documents, et à construire le ou les index de manière à exploiter pleinement des informations extraites.
Le moteur de requêtes est lui aussi un sujet d'étude dans ces conditions, car les requêtes ne s'expriment donc plus en fonction de textes et de valeurs numériques « simples » mais en fonction de rapports spatiaux et temporels entre des entités qu'il faut par ailleurs décrire de manière structurée.

## Différenciation avec les bases relationnelles
Actuellement majoritairement répandues, les bases de données relationnelles imposent une limitation concernant les informations pertinentes relatives aux fichiers multimédia. Celles-ci s’axent sur des chaînes de caractères ou valeurs numériques classiques. S’agissant du traitement des fichiers multimédia, qui impliquent la gestion des dimensions spatiales et temporelles (interprétation de signaux, de formes, distinction d’objets…), les bases relationnelles sont de fait restreintes.
Les données multimédia, constituées de caractères alphanumériques, d’éléments graphiques (statiques ou dynamiques) ou d’éléments sonores, sont bien distinctes des données alphanumériques classiques en termes de représentation et de sémantique. Le système intégrant de telles données doit toujours traiter les données selon un modèle cohérent. Une base multimédia doit par conséquent intégrer et préserver la sémantique des documents, en même temps que leur contenu, afin d'assurer leur rôle spécifique.

## Contraintes actuelles
Les bases de données multimédia ne sont pas encore extrêmement courantes et posent encore certains problèmes, notamment au vu de la complexité de l'indexation et des recherches basées sur le contenu, à cause notamment de formats numériques très sollicités mais non conçus à des fins d'indexation. À ce jour, il n’y a pas de véritable norme d'utilisation pouvant être recommandée.

## Domaines d'utilisation
- Santé (imagerie médicale, télémédecine)
- Art (œuvres visuelles ou sonores)
- Armée et Sécurité (imagerie satellite, enregistrement audio…)
- Services en ligne (moteur de recherche, vidéo à la demande, stockage en ligne…)
- Journalisme (bibliothèque numérique, documents de type variés)
- Système d'information géographique